# Venditore ambulante

Venditore ambulante di patate a San Giorgio su Legnano. Si tratta de ul muretu ("il moretto", in dialetto locale).

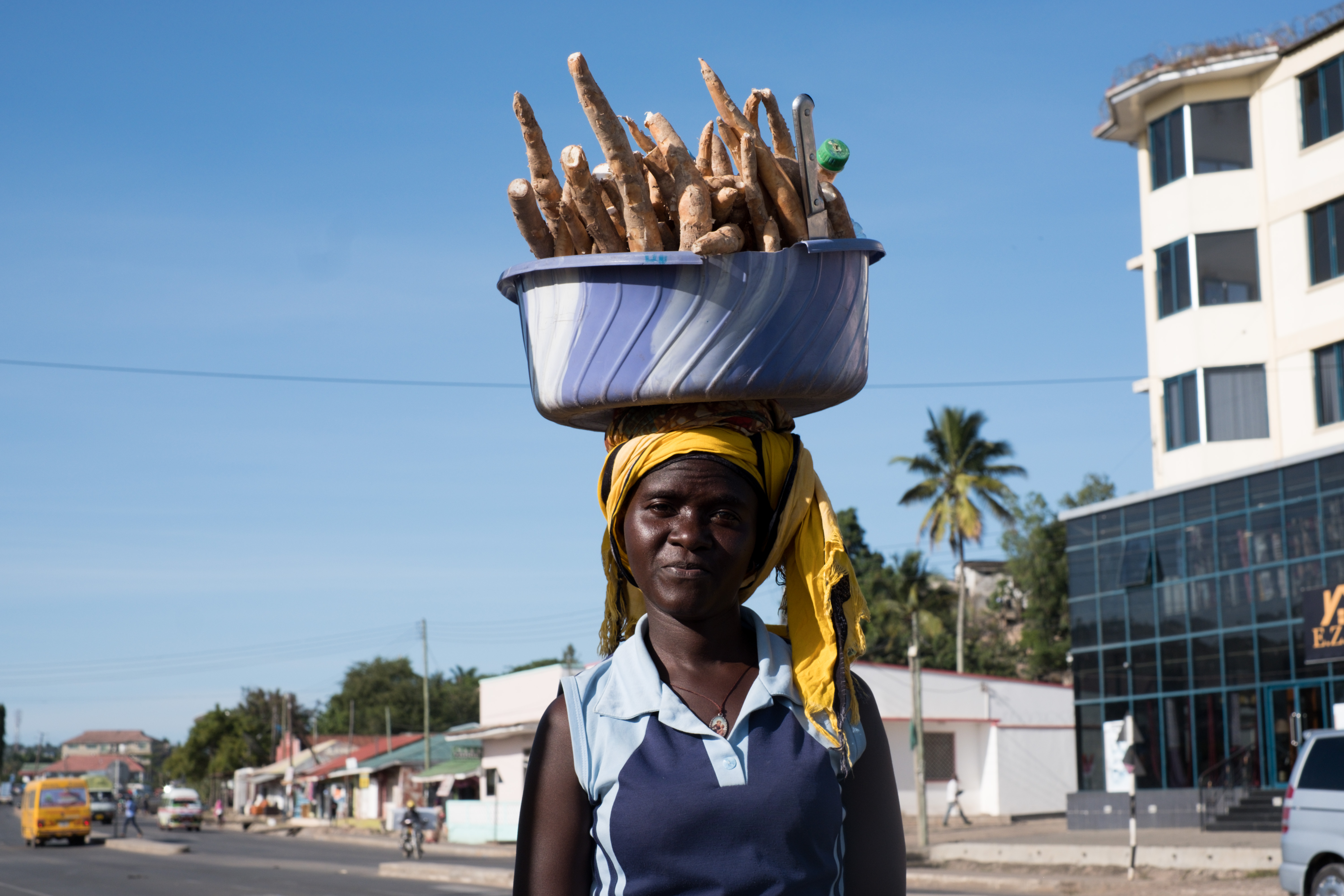
Venditrice di manioca a Mwanza (Tanzania).

Per venditore ambulante si intende un commerciante che non esercita la propria professione in un negozio stabile. L'attività del venditore ambulante si concentra generalmente nelle manifestazioni fieristiche o nei mercati giornalieri o settimanali (si parla in tal caso di commercio su aree pubbliche), ma è diffusa, a volte in modo illegale, anche in altri luoghi affollati, come mete turistiche, centri commerciali e manifestazioni sportive e musicali.

## Storia
La figura del venditore ambulante è antica quasi quanto l'uomo stesso, in quanto in origine nei borghi agricoli non esistevano negozi stabili e quindi per l'approvvigionamento era necessario andare alle fiere che si tenevano periodicamente. Per far fronte alle necessità della popolazione rurale esistevano le figure degli ambulanti, le cui origini sono forse da mettere in relazione alla relativa sicurezza degli spostamenti dopo l'anno Mille, pur senza escluderne l'esistenza in epoche più antiche. Spesso a dorso di asino, magari con un carretto, questi personaggi giravano per le campagne offrendo ogni genere di prodotto potenzialmente utile.

## Descrizione

### Vendita porta a porta
Una versione più moderna dell'antico venditore ambulante è il venditore porta a porta, il quale, letteralmente, si muove di casa in casa o di azienda in azienda per cercare di vendere i propri prodotti o quelli di un'altra azienda che in quel momento sta promuovendo. Nel secondo caso si parla solitamente di agenti di commercio o figure simili che effettuano vendita diretta, ossia propongono, con vari metodi, prodotti o servizi direttamente presso il consumatore.